# Cynanchum mahafalense
Cynanchum mahafalense är en oleanderväxtart som beskrevs av Jumelle och Perrier. Cynanchum mahafalense ingår i släktet Cynanchum och familjen oleanderväxter. Inga underarter finns listade i Catalogue of Life.